# Ary
Ariovalda Eulália Gabriel (Lubango, 10 d'agost de 1986), més coneguda pel nom artístic Ary, és una cantant, compositora, dansaire, coreògrafa i arranjadora vocal angolesa nascuda i criada a Lubango, a la província de Huíla. Assolí la fama després de ser contractada pel productor i músic angolès Heavy C. Ary és una cantant molt respectada, i ha estat proposada vàries vegades pel premi Divas Angola. Ary és coneguda pel seu estil extravagant. És una de les figures femenines més destacades de la música angolesa, i opta pels estils musicals kizomba i semba.

## Biografia
Filla de Mário José Gabriel i Laurinda Helena, és la més gran de sis germanes. Als cinc anys va emigrar a Luanda, al barri de Maianga on hi va estudiar gestió de sistemes informàtics a l'Instituto Médio Industrial de Luanda (IMIL). Després va estudiar ciències de la comunicació a la Universitat Independent d'Angola (UnIA).
Començà a interessar-se de la música des de ben petites, cantant música popular angolesa i estatunidenca, molt influïda per Lauryn Hill. En 2002 va participar en el concurs Chuvas das Estrelas, presentant per Jorge Antunes i Patrícia Pacheco, on va arribar fins a la tercera fase de la final. Després d'abandonar un temps la música, fou presentada al productor angolès Heavy C, qui va impulsar des d'aleshores la seva carrera musical. El seu estil és únic i aplega kizomba, semba i música soul. És considerada una de les tres veus femenines més admirades, juntament amb Yola Araújo i Yola Semedo.

### 2007:Sem Substituições
El primer àlbum d'Ary, gravat a Sud-àfrica, Luanda i París fou en desembre de 2007 i fou un gran èxit de vendes. Cal destacar les cançons Como Te Sentes Tu?, amb lletra i música d'Anselmo Ralph, Deixa Respirar, Carta de Amor, Meu Grande Amor, Saint Toys, Back the Baby, Doce Mel, Amar não é Assim i “Casamento Só Pra Quê.

### 2013:Crescida mas ao Meu Jeito
El seu segon àlbum fou llançat el segon semestre de 2013. Té dotze cançons, és pràcticament acústic i fou gravat a Portugal i materialitzat a París. Té composicions de Kenny Buss, Dr. Eugénio i Heavy C, qui també és el productor de l'àlbum.

## Discografia
- 2007: Sem Substituições
- 2013: Crescida Mas Ao Meu Jeito
- 2016: 10

## Llista de premis i indicacions

### Top dos Mais Queridos
| Any  | Nominació | Categoria                      | Resultat  |
| ---- | --------- | ------------------------------ | --------- |
| 2014 | Ary       | Artista Mais Querida em Angola | Guanyador |

| Any  | Nominació | Categoria                      | Resultat  |
| ---- | --------- | ------------------------------ | --------- |
| 2016 | Ary       | Artista Mais Querida em Angola | Guanyador |

### Trofeus Moda Luanda
| Any  | Nominació | Categoria           | Resultat  |
| ---- | --------- | ------------------- | --------- |
| 2014 | Ary       | Millor Veu Femenina | Guanyador |

### Rádio Luanda
| Any  | Nominació | Categoria           | Resultat  |
| ---- | --------- | ------------------- | --------- |
| 2014 | Ary       | Millor Veu Femenina | Guanyador |